# Tumbod
Tumbod es un barrio urbano   del municipio filipino de primera categoría de Taytay perteneciente a la provincia  de Paragua en Mimaro,  Región IV-B.
En 2007 Tumbod contaba con 1.186 residentes.

## Geografía
El municipio de Taytay se encuentra situado en la isla de Paragua, al norte de la misma.
Su término limita al norte con el municipio de El Nido, barrios de Bebeladán, Bagong-Bayán y Otón, oficialmente Mabini; al  suroeste con el municipio de San Vicente, al sur con el de Roxas; y al sureste con el de Dumaran. En la parte insular se encuentra la bahía de Malampaya y varias isla adyacentes se encuentran tanto en la costa este, mar de Joló como en la  oeste, Mar del Oeste de Filipinas.
Situado en el extremo  noroeste del municipio en la isla adyacente de Tulurán que cierra  por el norte la bahía de Malampaya.
Su término linda al norte con y el oeste (bahía de Catpo) con el mar  del Oeste de Filipinas; al sur con la bahía de Malampaya (Malampaya Sound) frente al barrio de   San José en la isla de Paragua, separado por el Estrecho de Blockade (Blockade Strait) al que se abre la bahía de Bolalo; y al este también con isla Paragua, barrio de Liminangcong.
Forma parte de este barrio el islote de Peaked situado a poniente.

### Demografía
El barrio  de Tumbod contaba  en mayo de 2010 con una población de 1.507 habitantes.

## Historia
Taytay formaba parte de la provincia española de  Calamianes, una de las 35 del archipiélago filipino, en la parte llamada de Visayas. Pertenecía a la audiencia territorial  y Capitanía General de Filipinas, y en lo espiritual a la diócesis de Cebú.